# John Otway
John Otway (* 2. října 1952 Aylesbury) je anglický zpěvák a kytarista. Svůj první singl vydal v roce 1972. Větší úspěch měl až se svým šestým singlem z roku 1977, který se umístil na 27. příčce hitparády UK Singles Chart. V roce 1976 vydal album John Otway & Wild Willy Barrett, na němž spolupracoval s Wild Willy Barrettem. Později vydali ještě několik dalších společných nahrávek. První čistě sólové album Where Did I Go Right? vydal v roce 1979. V roce 1990 vydal autobiografickou knihu nazvanou Cor Baby, That's Really Me. Během své kariéry spolupracoval s mnoha hudebníky, mezi něž patří například Ollie Halsall, Neil Innes, Morgan Fisher, Pete Townshend, Attila the Stockbroker a Lol Coxhill.